# Giro delle due Province-Marciana di Cascina
Il Giro delle due Province-Marciana di Cascina è una corsa in linea maschile di ciclismo su strada che si svolge in Toscana, nei dintorni di Marciana, attraversando le province di Pisa e Lucca (da cui il nome della corsa). È riservata alle categorie Elite e Under-23, ed è classificata come gara UCI 1.12 (gara nazionale).
Il Giro delle due Province-Marciana di Cascina non va confuso con l'omonimo Giro delle due Province, che si svolse a Messina, negli Anni '30.

## Albo d'oro
Aggiornato all'edizione 2022.
| Anno    | Vincitore                                         | Secondo                                           | Terzo                                             |
| ------- | ------------------------------------------------- | ------------------------------------------------- | ------------------------------------------------- |
| 1911    | Antonio Buelli                                    |                                                   |                                                   |
| 1912    | Emilio Moschini                                   |                                                   |                                                   |
| 1913    | Leopoldo Torricelli                               |                                                   |                                                   |
| 1914    | Ezio Cortesia                                     | Rodolfo Romagnoli                                 | Assuero Barlottini                                |
| 1915-20 | Non disputato a causa della prima guerra mondiale | Non disputato a causa della prima guerra mondiale | Non disputato a causa della prima guerra mondiale |
| 1921    | Giuseppe Santarelli                               |                                                   |                                                   |
| 1922    | Emilio Pucci                                      |                                                   |                                                   |
| 1923    | Angelo Gabrielli                                  |                                                   |                                                   |
| 1924    | Francesco Verzani                                 |                                                   |                                                   |
| 1925    | Emilio Pucci                                      |                                                   |                                                   |
| 1926    | Francesco Verzani                                 |                                                   |                                                   |
| 1927    | Marcello Neri                                     |                                                   |                                                   |
| 1928-47 | Non disputato                                     | Non disputato                                     | Non disputato                                     |
| 1948    | Dino Rossi                                        |                                                   |                                                   |
| 1949    | Raffaello Benedetti                               |                                                   |                                                   |
| 1950    | Dino Rossi                                        |                                                   |                                                   |
| 1951    | Mario Ciabatti                                    |                                                   |                                                   |
| 1952    | Aldo Zuliani                                      |                                                   |                                                   |
| 1953    | Flaminio Giusti                                   |                                                   |                                                   |
| 1954    | Non disputato                                     | Non disputato                                     | Non disputato                                     |
| 1955    | Roberto Falaschi                                  |                                                   |                                                   |
| 1956    | Romano Bani                                       |                                                   |                                                   |
| 1957    | Giancarlo Giusti                                  |                                                   |                                                   |
| 1958    | Augusto Cioni                                     |                                                   |                                                   |
| 1959    | Silvano Simonetti                                 |                                                   |                                                   |
| 1960    | Franco Rossello                                   |                                                   |                                                   |
| 1961    | Non disputato                                     | Non disputato                                     | Non disputato                                     |
| 1962    | Piero Baracchini                                  |                                                   |                                                   |
| 1963    | Non disputato                                     | Non disputato                                     | Non disputato                                     |
| 1964    | Maurizio Meschini                                 |                                                   |                                                   |
| 1965    | Roberto Grassi                                    |                                                   |                                                   |
| 1966    | Alfio Poli                                        |                                                   |                                                   |
| 1967    | Wainer Franzoni                                   |                                                   |                                                   |
| 1968    | Antonio Salutini                                  |                                                   |                                                   |
| 1969    | Dino Campitelli                                   |                                                   |                                                   |
| 1970    | Marcello Soldi                                    |                                                   |                                                   |
| 1971    | A. Del Bino                                       |                                                   |                                                   |
| 1972    | Serge Parsani                                     |                                                   |                                                   |
| 1973    | Serge Parsani                                     |                                                   |                                                   |
| 1974    | Dino Porrini                                      |                                                   |                                                   |
| 1975    | Palmiro Masciarelli                               |                                                   |                                                   |
| 1976    | Gino Lori                                         |                                                   |                                                   |
| 1977    | Claudio Toselli                                   |                                                   |                                                   |
| 1978    | Egidio Vallati                                    |                                                   |                                                   |
| 1979    | Alessandro Primavera                              |                                                   |                                                   |
| 1980    | Giancarlo Montedori                               |                                                   |                                                   |
| 1981    | Giancarlo Montedori                               |                                                   |                                                   |
| 1982    | Giampiero Castellani                              |                                                   |                                                   |
| 1983    | Daniele Piccini                                   |                                                   |                                                   |
| 1984    | Andro Manzi                                       |                                                   |                                                   |
| 1985    | Andrzej Serediuk                                  |                                                   |                                                   |
| 1986    | Giovanni Umbri                                    |                                                   |                                                   |
| 1987    | Davide Maddalena                                  |                                                   |                                                   |
| 1988    | Valerio Donati                                    |                                                   |                                                   |
| 1989-90 | Non disputato                                     | Non disputato                                     | Non disputato                                     |
| 1991    | Maurizio Topini                                   |                                                   |                                                   |
| 1992    | Daniele Giacomin                                  |                                                   |                                                   |
| 1993    | Simone Tomi                                       |                                                   |                                                   |
| 1994    | Riccardo Biagini                                  |                                                   |                                                   |
| 1995    | Gianluca Vezzoli                                  |                                                   |                                                   |
| 1996    | Andrea Buffoni                                    | Alessandro Varocchi                               | Nicola Castaldo                                   |
| 1997    | Siro Grosso                                       |                                                   |                                                   |
| 1998    | Jamie Drew                                        |                                                   |                                                   |
| 1999    | Massimo Sorice                                    |                                                   |                                                   |
| 2000    | Gianluca Fanfoni                                  |                                                   |                                                   |
| 2001    | Massimo Manuzzi                                   |                                                   |                                                   |
| 2002    | Francesco Fiorenza                                | Massimiliano Scipioni                             | Stefano Ciuffi                                    |
| 2003    | Gene Bates                                        | Manuele Mori                                      | Rino Benedetti                                    |
| 2004    | Giovanni Visconti                                 | Eugenio Loria                                     | Vittorio Valle Vallomini                          |
| 2005    | Alessio Ricciardi                                 | Gianluca Mirenda                                  | Maurizio Bellin                                   |
| 2006    | Alessandro Proni                                  | Marco Stefani                                     | Francesco Ginanni                                 |
| 2007    | Denis Tretjakov                                   | Maksym Averin                                     | Gianluca Maggiore                                 |
| 2008    | Konstantin Volik                                  | Michele Da Ros                                    | Federico Scotti                                   |
| 2009    | Lorenzo Bani                                      | Antonio Di Battista                               | Matteo Mammini                                    |
| 2010    | Elia Favilli                                      | Matteo Belli                                      | Luca Rocchi                                       |
| 2011    | Dúber Quintero                                    | Marco Amicabile                                   | Eugenio Bani                                      |
| 2012    | Pietro Buzzi                                      | Mirco Maestri                                     | Mirko Puccioni                                    |
| 2013    | Alberto Bettiol                                   | Thomas Fiumana                                    | Luca Benedetti                                    |
| 2014    | Evgenij Krivošeev                                 | Adriano Brogi                                     | Marco Amicabile                                   |
| 2015    | Niccolò Pacinotti                                 | Devid Tintori                                     | Niko Colonna                                      |
| 2016    | Andrei Voicu                                      | Lorenzo Luisi                                     | Nicolas Nesi                                      |
| 2017    | Davide Gabburo                                    | Ottavio Dotti                                     | Claudio Longhitano                                |
| 2018    | Giovanni Petroni                                  | Michael Delle Foglie                              | Matteo Natali                                     |
| 2019    | Matteo Rotondi                                    | Manuel Pesci                                      | Lorenzo Friscia                                   |
| 2020    | Stefano Gandin                                    | Andrea Colnaghi                                   | Simone Piccolo                                    |
| 2021    | Manuele Tarozzi                                   | Gabriele Benedetti                                | Stefano Gandin                                    |
| 2022    | Matteo Zurlo                                      | Cristian Rocchetta                                | Lorenzo Cataldo                                   |

### Vittorie per nazione
Aggiornato all'edizione 2022.
| Pos. | Nazione    | Vittorie |
| ---- | ---------- | -------- |
| 1    | Italia     | 73       |
| 2    | Australia  | 2        |
| 2    | Russia     | 2        |
| 3    | Colombia   | 1        |
| 3    | Polonia    | 1        |
| 3    | Romania    | 1        |
| 3    | Uzbekistan | 1        |